# Phragmidium novae-zelandiae
Phragmidium novae-zelandiae är en svampart som beskrevs av G. Cunn. 1924. Phragmidium novae-zelandiae ingår i släktet Phragmidium och familjen Phragmidiaceae.   Inga underarter finns listade i Catalogue of Life.